# Christelijke Scholengemeenschap Melanchthon
Christelijke Scholengemeenschap Melanchthon is een scholengemeenschap in de Nederlandse provincie Zuid-Holland, genoemd naar de reformator Philipp Melanchthon vanwege zijn grote invloed op het schoolsysteem. De scholengemeenschap telt ongeveer 4500 leerlingen (2010) en bestaat uit negen vestigingen, die zich bevinden in Rotterdam, Bergschenhoek, Bleiswijk en Berkel en Rodenrijs.

## Ontstaan
CSG Melanchthon is ontstaan uit een fusie in 2006 van het voormalige Christelijke College Henegouwen en Melanchthon College. Het Melanchthon College, ontstaan in 1994, bestond uit Schiebroek, Prinses Irene, De Kring en Icarusstraat. In 1995 voegde zich daarbij De Blesewic. Daarbij is de Icarusstraat geheel opgenomen in de vestiging Schiebroek. Het Christelijke College Henegouwen had vestingen aan de Laanselootseweg, Kralingen en Henegouwerplein. Door de fusie hebben deze vestigingen alle de naam Melanchthon ervoor gekregen. In 2005 werd Henegouwerplein omgebouwd tot het nieuwe 'Via' en werd de nieuwe school in Bergschenhoek gesticht. Als laatste kwam Melanchthon Berkroden erbij, deze is opgericht in 2009.
Naar aanleiding van al eerdere plannen is besloten om de MAVO-afdeling binnen Melanchthon Schiebroek met ingang van het schooljaar 2012-2013 als zelfstandige vestiging te laten bestaan. Dat gebeurt tegelijkertijd met de oplevering van het nieuwe pand aan de Molenvijver.  

## Vestigingen

### Rotterdam
- Melanchthon Schiebroek
- Melanchthon Wilgenplaslaan (voormalig Melanchthon Prinses Irene)
- Melanchthon Mathenesse (voormalig Melanchthon Laanselootseweg, in 2020 gefuseerd met G.K. van Hogendorp tot Experience College en verder gegaan onder het LMC-bestuur)
- Melanchthon VIA (is gestopt per september 2010)
- Melanchthon Kralingen
- Melanchthon MAVO Schiebroek

### Bleiswijk
- Melanchthon De Blesewic
- Melanchthon Business School (voormalig Melanchthon de Kring)

### Bergschenhoek
- Melanchthon Bergschenhoek

### Berkel en Rodenrijs
- Melanchthon Berkroden

| Vestiging                                | Jaar van Oprichting | Onderwijs                                       | Leerlingenaantal |
| ---------------------------------------- | ------------------- | ----------------------------------------------- | ---------------- |
| Schiebroek                               | 1958                | gymnasium - atheneum - havo                     | 1100             |
| Wilgenplaslaan (voormalig prinses irene) | 1994                | vmbo excellente school                          | 310              |
| Mathenesse (voormalig laanslootseweg)    | 1994 - 2020         | vmbo                                            | 380              |
| VIA                                      | 2005 - 2010         | vwo onderbouw - havo onderbouw - vmbo-tl        | 0                |
| De Blesewic                              | 1995                | havo - mavo                                     | 717              |
| Kralingen                                | 1960                | vmbo-tl - vmbo-kbl - vmbo-bbl excellente school | 400              |
| Business School                          | 1994                | vmbo - mbo-1,-2,-3 - vhbo                       | 750              |
| Bergschenhoek                            | 2005                | gymnasium - atheneum - havo excellente school   | 1000-1500        |
| Berkroden                                | 2009                | vmbo                                            | 450              |
| MAVO Schiebroek                          | 2012                | mavo                                            | 260              |

## Huisvesting
CSG Melanchthon kent een stijgende tendens wat betreft het leerlingenaantal. Dit komt doordat Melanchthon veel investeert in de zogenaamde 3B-gemeenten. Daarnaast breiden diverse Melanchthonvestigingen zich uit met nieuwbouw of vleugels.
Rotterdam
Melanchthon Schiebroek heeft in 2008 een nieuwe brugklas en een aula en atrium gebouwd. Daarnaast heeft het zogenaamde hoofdgebouw een renovatie ondergaan. Enkele jaren daarvoor heeft Schiebroek een nieuwe BINAS-vleugel gekregen. Het oude complex aan de Molenvijver is inmiddels gesloopt; het complex wordt met ingang van schooljaar 2012 - 2013 opgeleverd. Wanneer het gebouw wordt opgeleverd, zal de mavo afdeling als een zelfstandige vestiging gaan functioneren binnen Melanchthon.
Het huidige onderkomen van Melanchthon Prinses Irene voldoet onvoldoende en is te klein geworden. Als nood oplossing wordt een voormalig schoolpand van het LMC gebruikt als onderkomen van Prinses Irene, na de nodige renovatie.. Melanchthon Kralingen heeft in 2018 een nieuw gebouw gekregen aan het Vredenoordplein, daardoor werd het gebouw aan de Oudedijk (en het tijdelijk in gebruik genomen gebouw aan de Crooswijksesingel) verlaten..
Melanchthon VIA, dat een nieuw onderwijsconcept aanbiedt, heeft in het bestaande gebouw een renovatie ondergaan die geheel aansluit op dit concept. Omdat Melanchthon Via is opgeheven, wordt het complex gebruikt als hoofdkantoor van het CVO. Tevens wordt een deel van het pand gebruikt als dependance van het Marnix gymnasium. 
Lansingerland 
Melanchthon Bergschenhoek heeft een geheel nieuw gebouw gekregen. Dit vijf verdiepingen tellende complex is in gebruik genomen na de meivakantie 2010.
Melanchthon Berkroden is momenteel gehuisvest in een semi-permanent gebouw aan de Oudelandselaan. De bouwplannen zijn al in een vergevorderd stadium en over twee jaar zal een geheel nieuw complex verrijzen, enkele honderden meters verderop. 
Door het nieuwe onderwijsaanbod en concept zijn er ook voor Melanchthon Business School bouwplannen ontwikkeld. Melanchthon De Blesewic bezit een modern pand. 